# Cyperus ischnos
Cyperus ischnos är en halvgräsart som beskrevs av Diederich Franz Leonhard von Schlechtendal. Cyperus ischnos ingår i släktet papyrusar, och familjen halvgräs. Inga underarter finns listade i Catalogue of Life.